# Autopista de las Pedrizas

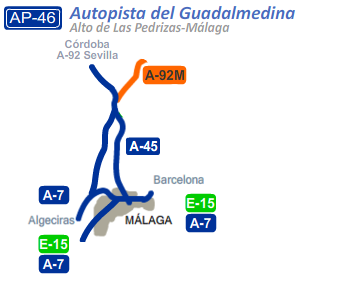
Itinerario de la autopista AP-46

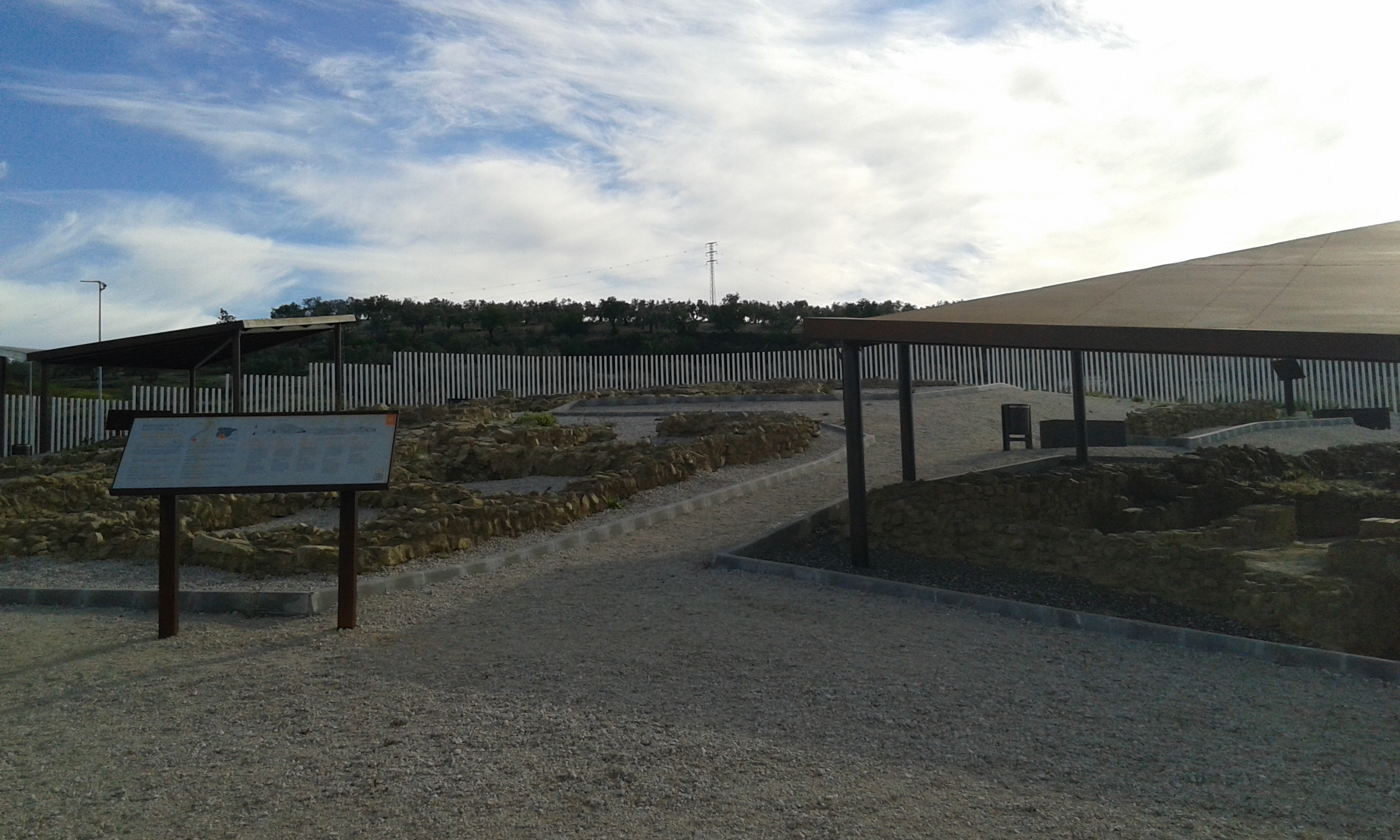
Villa romana de Cortijo Robledo, reubicada junto a una gasolinera de la autopista.

La autopista de las Pedrizas o AP-46, llamada popularmente también Autopista del Guadalmedina o Autopista de Málaga, es una autopista española. Discurre por los términos municipales de Antequera, Casabermeja, Almogía y Málaga, siguiendo una orientación norte-sur desde el Alto de las Pedrizas (núcleo de Villanueva de Cauche, pedanía de Antequera) hasta el Puerto de la Torre (noroeste de Málaga), donde enlaza con la Nueva Ronda de Circunvalación Oeste de Málaga (o también llamada Hiperronda de Málaga).
La concesionaria de la autopista es Autopista del Guadalmedina Concesionaria Española S.A. (GUADALCESA).

## Intensidad del tráfico
Por la AP-46 transitan entre diez mil y quince mil vehículos al día, de forma ponderada:
| Ejercicio | Intensidad media diaria | % Variación |
| --------- | ----------------------- | ----------- |
| 2019      | 15 604                  | +4,7        |
| 2018      | 14 908                  | +4,2        |
| 2017      | 14 305                  | +8,8        |
| 2016      | 13 152                  | +13,4       |
| 2015      | 11 602                  | +23,6       |
| 2014      | 9384                    | +15,1       |
| 2013      | 8150                    | –0,9        |
| 2012      | 8227                    | +0,8        |
| 2011      | 8159                    |             |

## Tramos
| Denominación | Tramo                                                                     | Kilómetros | Año servicio |
| ------------ | ------------------------------------------------------------------------- | ---------- | ------------ |
| AP-46        | Puerto de Las Pedrizas A-45 A-92M - Puerto de la Torre (Málaga Norte) A-7 | 25,2       | 2011         |

## Salidas
La carretera se inicia en la actual A-45, en Villanueva de Cauche, con la ampliación de esta vía a tres carriles. El tronco nuevo comienza a 900 metros al sureste de Villanueva de Cauche. A continuación, discurre a dos kilómetros al norte de Casabermeja. En este municipio, la autopista dispone de dos túneles de 430 y 1430 metros para salvar el accidentado relieve de la zona del río Cauche. El último túnel desemboca en el término municipal de Almogía, desde donde se alcanza la Ronda Oeste de Málaga. El área de peaje se sitúa antes de la conexión entre ambas carreteras a la altura del término municipal de Casabermeja.
| Esquema | Sentido Málaga | Sentido Málaga    | Sentido Málaga | Sentido Málaga | Sentido Puerto de las Pedrizas | Sentido Puerto de las Pedrizas | Sentido Puerto de las Pedrizas | Sentido Puerto de las Pedrizas | Notas |
| Esquema | Velocidad      | Elemento Carriles | Salida         | Salida | Salida | Salida                         | Elemento Carriles              | Velocidad                      | Notas |
| Esquema | Velocidad      | Elemento Carriles | N.º            | Direcciones | Direcciones | N.º                            | Elemento Carriles              | Velocidad                      | Notas |
| ------- | -------------- | ----------------- | -------------- | --- | --- | ------------------------------ | ------------------------------ | ------------------------------ | ----- |
|         |                |                   | 0              | A-45 Córdoba A-92M Granada A-92 Sevilla | A-45 Córdoba A-92M Granada A-92 Sevilla | 0                              |                                |                                |       |
|         |                |                   |                | Área de servicio Villa romana de Cortijo Robledo                                                                                                 | |                                |                                |                                |       |
|         |                |                   |                | Peaje de Casabermeja | |                                |                                |                                |       |
|         |                |                   | 24             | E-15 A-7 Málaga Este Almería Algeciras MA-23 Aeropuerto de Málaga A-357 Málaga - Cártama - Aeropuerto de Málaga A-45 Córdoba - Granada - Sevilla | E-15 A-7 Málaga Este Almería Algeciras MA-23 Aeropuerto de Málaga A-357 Málaga - Cártama - Aeropuerto de Málaga A-45 Córdoba - Granada - Sevilla | 24                             |                                |                                |       |

## Precios y tarifas
Temporada baja: se aplicará durante los meses de enero a mayo y de octubre a diciembre, menos 17 días desde el Viernes de Dolores hasta el domingo siguiente al Domingo de Resurrección; entre las 6 y las 24 horas a los vehículos «Ligeros», y entre las 8 y las 22 horas a los vehículos «Pesados 1» y «Pesados 2».
Temporada alta: se aplicará durante los meses de junio a septiembre y 17 días desde el Viernes de Dolores hasta el domingo siguiente al Domingo de Resurrección, entre las 6 y las 24 horas para los vehículos «Ligeros», y entre las 8 y las 22 horas a los vehículos «Pesados 1» y «Pesados 2».
- Ligeros: Motocicletas con o sin sidecar. Vehículos de turismo sin remolque o con remolque, sin rueda gemela (doble neumático). Furgones y furgonetas de dos ejes, cuatro ruedas. Microbuses de dos ejes, cuatro ruedas.
- Pesados 1: Camiones de dos ejes. Camiones de dos ejes y con remolque de un eje. Camiones de tres ejes. Turismos, furgones, furgonetas y microbuses (todos ellos de dos ejes, cuatro ruedas), con remolque de un eje con rueda gemela (doble neumático). Autocares de dos ejes. Autocares de dos ejes y con remolque de un eje. Autocares de tres ejes.
- Pesados 2: Camiones con o sin remolque, con un total de cuatro ejes o más. Turismos, furgones, furgonetas y microbuses (todos ellos de dos ejes, cuatro ruedas), con remolque de dos o más ejes y, al menos, un eje con rueda gemela (doble neumático). Autocares con o sin remolque, con un total de cuatro ejes o más.

Durante todos los días del año, la utilización de la autopista será gratuita para los vehículos «Ligeros», entre las 0 y las 6 horas, y para los vehículos «Pesados 1» y «Pesados 2», entre las 22 y las 8 horas del día siguiente.